# Xantusia sherbrookei
Xantusia sherbrookei là một loài thằn lằn trong họ Xantusiidae. Loài này được Bezy, Bezy & Bolles mô tả khoa học đầu tiên năm 2008.